# Anette Åkesson
Maj Anette Åkesson, född 12 februari 1966 i Järfälla södra kyrkobokföringsdistrikt i Stockholms län, är en svensk politiker (moderat), som var riksdagsledamot 2012–2018, invald för Skåne läns norra och östra valkrets.
2006–2012 var hon kommunstyrelsens ordförande i Båstads kommun. Hon har även varit ersättare i förbundsstyrelsen för Sveriges Kommuner och Landsting.